# Società Polisportiva Tre Fiori 2014-2015
Questa voce raccoglie le informazioni riguardanti la Società Polisportiva Tre Fiori  nelle competizioni ufficiali della stagione calcistica 2014-2015.

## Stagione
La squadra prende parte al Campionato Sammarinese 2014-2015 e alla Coppa Nazionale.

## Rosa
| N. |                       | Ruolo | Calciatore          |
| -- | --------------------- | ----- | ------------------- |
|    | San Marino (bandiera) | P     | Alessandro Berardi  |
|    | San Marino (bandiera) | P     | Michele Ceccoli     |
|    | Italia (bandiera)     | P     | Eugenio Marconi     |
|    | San Marino (bandiera) | D     | Matteo Andreini     |
|    | Italia (bandiera)     | D     | Davide Bellucci     |
|    | San Marino (bandiera) | D     | Giacomo Benedettini |
|    | San Marino (bandiera) | D     | Andrea Boschi       |
|    | San Marino (bandiera) | D     | Nicola Cannarezza   |
|    | San Marino (bandiera) | D     | Michele Carlini     |
|    | San Marino (bandiera) | D     | Enrico Zanotti      |
|    | San Marino (bandiera) | D     | Luca Guerra         |
|    | San Marino (bandiera) | D     | Nicola Della Valle  |
|    | San Marino (bandiera) | D     | Filippo Matteoni    |
|    | Italia (bandiera)     | D     | Sandro Macerata     |
|    | San Marino (bandiera) | D     | Samuele Paoloni     |
|    | San Marino (bandiera) | D     | Matteo Vendemini    |
|    | Italia (bandiera)     | C     | Alberto Balducci    |
|    | Italia (bandiera)     | C     | Francesco Colonna   |

| N. |                       | Ruolo | Calciatore           |
| -- | --------------------- | ----- | -------------------- |
|    | Albania (bandiera)    | C     | Altin Lisi           |
|    | San Marino (bandiera) | C     | Lorenzo Liverani     |
|    | San Marino (bandiera) | C     | Federico Macina      |
|    | Italia (bandiera)     | C     | Edoardo Marconi      |
|    | San Marino (bandiera) | C     | Simone Matteoni      |
|    | San Marino (bandiera) | C     | Alex Mattioli        |
|    | San Marino (bandiera) | C     | Michele Muratori     |
|    | San Marino (bandiera) | C     | Marco Semprini       |
|    | San Marino (bandiera) | C     | Alessandro Teodorani |
|    | San Marino (bandiera) | C     | Danny Gasperoni      |
|    | San Marino (bandiera) | C     | Alessandro D'addario |
|    | San Marino (bandiera) | A     | Federico Amici       |
|    | Italia (bandiera)     | A     | Graziano Crisafulli  |
|    | Italia (bandiera)     | A     | Martin Ramiro Lago   |
|    | San Marino (bandiera) | A     | Federico Maiani      |
|    | San Marino (bandiera) | A     | Alessandro Podeschi  |
|    | San Marino (bandiera) | A     | Luca Valle           |
|    | San Marino (bandiera) | A     | Paolo Verri          |